# William C. Foster
William C. Foster (Bushnell, 28 dicembre 1880 – Los Angeles, 18 gennaio 1923) è stato un direttore della fotografia statunitense.
Fu uno dei membri fondatori dell'ASC, l'American Society of Cinematographers.

## Filmografia
- The Vampire - cortometraggio (1910)
- Shon the Piper, regia di Otis Turner (1913)
- The Career of Waterloo Peterson, regia di Phillips Smalley e Lois Weber (1914)
- Charlot caporeparto (The Floorwalker), regia di Charles Chaplin (1916)
- Il marchese d'Evremonde (A Tale of Two Cities), regia di Frank Lloyd  (1917)
- For Freedom, regia di Frank Lloyd (1918)
- The Silver Horde, regia di Frank Lloyd (1920)
- Too Wise Wives, regia di Lois Weber (1921)